# 15-й корпус (Османская империя)
15-й ко́рпус (тур. 15 nci Kolordu, On Beşinci Kolordu) — подразделение вооружённых сил Османской империи. Сформирован в годы Первой мировой войны. Его потери в Галиции составили около 25 тыс. человек.
На турецком мемориальном кладбище, на территории нового общественного кладбища (венг. Új köztemető) Будапешта, в Венгрии, покоятся останки 480 солдат 15-го корпуса, погибших в Галиции. В 11 могилах находится прах неизвестных солдат.

## Первая мировая война

### Оперативное построение в апреле 1915 года
В апреле 1915 года в состав корпуса входили:
- 15-й корпус (Галлиполи)
  - 3-я дивизия, 11 дивизия

## Оперативное построение в августе 1916 года
В августе 1916 года в состав корпуса входили:
- 15-й корпус (командующий: миралай Якуп Шевки-бей)
  - 19-я дивизия (командующий: каймакам Шефик-бей[тур.], начальник штаба: (бинбаши Люфтю-бей)
    - 57-й пехотный полк (командующий: бинбаши Хайри-бей)
    - 72-й пехотный полк (командующий: бинбаши Рифат-бей)
    - 77-й пехотный полк (командующий: каймакам Саип-бей)
    - Подразделения пулемётчиков
    - 5-я рота 4-го кавалерийского полка
    - Артиллерийский полк (командующий: бинбаши Зия)
      - 2-й батальон 25-го артиллерийского полка
      - 1-й батальон 9-го артиллерийского полка

    - 4-я инженерная рота 3-го инженерного батальона
    - 19-я санитарная рота
    - Отряд связи

  - 20-я пехотная дивизия (командующий: каймакам Ясин Хильми-бей, начальник штаба: капитан Исмаил Хаккы)
    - 61-й пехотный полк (командующий: каймакам Бахаттин-бей)
    - 62-й пехотный полк (командующий: бинбаши Назми-бей)
    - 63-й пехотный полк (командующий: бинбаши Ахмет Мухтар-бей)
    - Подразделения пулемётчиков
    - 6-я рота 12-го кавалерийского полка)
    - 20-й артиллерийский полк (командующий: бинбаши Сулейман Авны-бей)
    - 4-я инженерная рота 4-го инженерного батальона

### Оперативное построение в декабре 1916 года
В декабре 1916 года в состав корпуса входили:
- 15-й корпус (Галиция, командующий: мирлива Джеват-паша)
  - 19-я дивизия (командующий: каймакам Седат-бей)
  - 20-я дивизия (командующий: каймакам Ясин Хильми-бей)

### Оперативное построение в августе 1917 года
В августе 1917 года в состав корпуса входили:
- 15-й корпус (Сирия)
  - 19-я дивизия, 20-я дивизия

### Оперативное построение в январе-июне 1918 года
В январе—июне 1918 года в состав корпуса входили:
- 15-й корпус (Анатолия)
  - Ничего более

### Оперативное построение в сентябре 1918 года
В сентябре 1918 года в состав корпуса входили:
- 15-й корпус (Анатолия)
  - 41-я дивизия, 44-я дивизия

## После подписания Мудросского перемирия

### Оперативное построение в ноябре 1918 года
В ноябре 1918 года в состав корпуса входили:
- 15-й корпус (Анатолия)
  - 41-я дивизия, 44-я дивизия

### Оперативное построение в январе 1919 года
В январе 1919 года в состав корпуса входили:
- 15-й корпус (Кавказ, Эрзерум)
  - 3-я дивизия (Тортум)
    - 7-й, 8-й и 11-й пехотные полки

  - 12-я дивизия (Эрзерум)
    - 30-й, 35-й и 36-й пехотные полки

  - 9-я кавказская дивизия (Хасанкале, ныне — Пасинлер)
    - 17-й, 28-й и 29-й пехотные полки

  - 11-я кавказская дивизия (Ван)